# Dasychira caeca
Dasychira caeca är en fjärilsart som beskrevs av Carl Plötz 1880. Dasychira caeca ingår i släktet Dasychira och familjen tofsspinnare. Inga underarter finns listade i Catalogue of Life.